# Casamaures
La Casamaures, o villa Le magnolie, è una villa con giardino situata in Francia nel comune di Saint-Martin-le-Vinoux alle porte di Grenoble, nel dipartimento dell'Isère nella regione Rodano-Alpi.
Costruita in 23 anni nel terzo quarto del XIX secolo in stile orientalista d'ispirazione arabo-andalusa, portò alla bancarotta il suo primo proprietario, Joseph Jullien detto Cochard.
Classificata monumento storico nel 1986, è di proprietà di privati ed in corso di restauro da circa 30 anni. Ospita vari eventi culturali.
Nel giardino si trova una magnolia di 150 anni classificata arbre remarquable de France (albero notevole di Francia) nel 2007.
È il più antico monumento francese prefabbricato e in cemento pronto naturale, quindi non armato, una vera e propria sfida tecnologica della sua epoca.

## Storia
Il 27 gennaio 1855, il grenoblois Joseph Jullien detto Cochard, sulla scia della moda orientalista, esotista ed egittomane che aveva invaso l'Europa del XIX secolo, acquistò un lotto di terreno lungo l'Isère, ai piedi della Chartreuse, per costruirvi un palazzo in stile neo moresco. L'opera proseguirà per oltre due decenni, prosciugando le sue finanze e portandolo alla rovina.
Il materiale scelto per la costruzione è il cemento naturale a presa rapida, estremamente innovativo e prodotto in loco: la storia del cemento è infatti legata indissolubilmente a Grenoble. L'invenzione del cemento Portland era infatti dovuta a un altro grenoblois, Louis Vicat, che non lo brevettò. Il cemento pronto naturale veniva estratto dalle montagne soprastante: il cementificio più vicino, del resto, era quello della Porta di Francia, che distava a meno di due chilometri al confine tra Grenoble e la campagna di Saint-Martin-le-Vinoux dove si trovava la villa. In pochi anni, Grenoble e l'interland sarebbero diventati il principale esportatore di cemento al mondo. Ancora oggi il gruppo Vicat, che nei decenni divenne egemone in tutti i tipi di cemento, si espanse anche nel settore del cemento pronto, prodotto ancora sulle pendici del monte Jalla.
Per la sua costruzione, il palazzo, pezzo a pezzo, viene modellato in stampi a poca distanza, nella zona dell'Esplanade di Grenoble, e poi assemblato a Saint-Martin-le-Vinoux nella proprietà del Cochard. Le colonne sono quindi portanti e i muri esterni sono completamente rivestiti di paramenti stampati in cemento a presa rapida. In questo modo, la villa delle Magnolie diventò il primo palazzo interamente prefabbricato e costruito in cemento modellato (ciment moulé).
La villa cambia varie volte proprietario. Subisce danni ingenti durante le due guerre mondiali. Nel XX secolo, per decenni in stato di rovina, occupato prima dagli operai della Bon Lait e poi dai senzatetto, il villino venne acquistato nel 1981 da Christiane Guichard, attuale proprietaria, che lo recupera da 30 anni.
Il 5 maggio 1986 la Casa Maures / Casa'maures (così ribattezzata dalla proprietaria, con un gioco di parole tra casa dei Mori e Casa dell'amore) viene classificata monumento storico, monument historique francese. La protezione è stata poi estesa all'intera parcella di terreno di 883 m2 e nel 2012 ha incluso anche il livello dell'aranciaia (orangerie).

## Descrizione
Per i decori, all'esterno l'acroterio, gli arabeschi e le musciarabie sono delineati in blu oltremare artificiale, un colore inventato in quegli anni, mentre all'interno si trovano carte da parati che ricordano il golfo del Bosforo, paesaggi romantici e nature morte di frutta esotica (non ancora presente sulle tavole alpine dell'epoca). L'arredamento è in stile mediorientale.
Nel giardino, statue, meridiane e fontane si alternano a piante ed essenze scelte per il loro esotismo: un iris d'Algeria, aranci del Messico, palmizi e banani. Il giardino può sopravvivere agli inverni alpini grazie al microclima di questa parte delle Alpi che gode di influenze mediterranee, tanto da darle il soprannome di "piccola Nizza".
Due associazioni hanno sede alla Casamaures: La Casamaures d'Hier et d'Aujourd'hui, nata nel 1985, organizza visite guidate, manifestazioni e mostre e prosegue la ricerca storica e iconografica sulla Casamaures, raccogliendo e arricchendo un archivio; l'Atelier Tournesol è un'associazione nata nel 1986 per la salvaguardia e la creazione di meridiane, presenti in gran numero nella villa.